# Vojin Božović
Vojin "Škoba" Božović (en serbi: Војин Божовић, 1 de gener de 1913 - 19 d'abril de 1983) fou un futbolista montenegrí de la dècada de 1930 i entrenador.
Fou 8 cops internacional amb la selecció iugoslava. Defensà els colors de Budućnost Podgorica, SK Jugoslavija, SK Obilić Belgrad, o BSK Belgrad.

## Palmarès
BSK Belgrad
- Lliga iugoslava de futbol: 1934-35, 1935-36, 1938-39